# Melicerita knoxi
Melicerita knoxi är en mossdjursart som beskrevs av Uttley och Bullivant 1972. Melicerita knoxi ingår i släktet Melicerita och familjen Cellariidae. Inga underarter finns listade i Catalogue of Life.